# Søren Haslund-Christensen
Generalmajor, kammerherre Ian Søren Haslund-Christensen (født 18. maj 1933, død 25. oktober 2021) var hofmarskal og søn af den danske ekspeditionsleder og forfatter Henning Haslund-Christensen og far til filmproducer Michael Haslund-Christensen.
Haslund-Christensen blev student fra Herlufsholm i 1951 og gjorde karriere i Forsvaret, hvor han blev oberst i 1982 og chef for 1. Jyske Brigade i Fredericia fra 1982 til 1985. Derefter chef for Hærens Officersskole 1985-1988. I 1988 blev Haslund-Christensen udnævnt til generalmajor og chef for Jyske Division. Fra 1989 til 2003 bestred han stillingen som hofmarskal. Fra 1993 til 2004 var han forstander for Herlufsholm Skole og Gods.
Han var formand for H.C. Andersens Fond, vicepræsident for Det Kongelige Danske Geografiske Selskab og var involveret i planlægningen af Galathea 3 ekspeditionen. 

## Ordener og udmærkelser
- Storkors af Dannebrogordenen med bryststjerne i diamanter
- Dannebrogordenens Hæderstegn
- Erindringsmedaillen i anledning af Hendes Majestæt Dronning Margrethe II's 25 års regeringsjubilæum
- Erindringsmedaillen i anledning af Hendes Majestæt Dronning Margrethes og Hans Kongelige Højhed Prins Henriks sølvbryllup den 10.6.1992
- Dronning Ingrids Mindemedaille
- Den Kongelige Belønningsmedalje
- Hæderstegnet for god tjeneste ved hæren
- Dansk Militært Idrætsforbunds Hæderstegn
- Trestjerneordenen
- Den Hellige Skats Orden (Zui ho sho)
- Den islandske Falkeorden
- Forbundsrepublikken Tysklands Fortjenstorden
- Fortjenstordenen
- Den Hvide Elefants Orden (Moha Wara Bohru)
- Den Hvide Roses Orden
- El Infante Don Henriqués Orden
- Jyotirmaya Suvikhyat Treshakti Patta Orden
- Kgl. Norske Fortjenstorden.
- Mongkut-Siam (den thailandske kroneorden)
- Kroneordenen
- Stara Planina Orden
- Stjerneordenen
- Storfyrst Gediminas' Orden
- Sydkorsorden
- Uafhængighedsordenen.
- United Nations Force in Cyprus
- Venskabsmedaljen Nayramdal
- Victoriaordenen
- Galathea Medaillen (2009)